# Mino Vergnaghi
Mino Vergnaghi (ur. 10 kwietnia 1955 w Trivero) – włoski piosenkarz, zwycięzca Festiwalu Piosenki Włoskiej w San Remo w 1979 roku z piosenką „Amare”.

## Życiorys
Mino Vergnaghi urodził się 10 kwietnia 1955 roku w miejscowości Trivero. Zadebiutował w 1978 roku singlem „Parigi addio”/„Farfalla blu”, wydanym przez wytwórnię Ri-Fi.
W 1979 roku wygrał 29. Festiwal Piosenki Włoskiej w San Remo z piosenką „Amare”. Jego zwycięstwo wywołało zaskoczenie. W ciągu kilku tygodni stał się przedmiotem zainteresowania mediów. Wytwórnia Ri-Fi nagrała jego debiutancki album, który jednak nie doczekał się udanej promocji. Zwycięska piosenka zajęła dopiero 99. miejsce na włoskiej liście przebojów Hit Parade Italia. Vergnaghi miał ambitne plany muzyczne, ale oczekiwano od niego piosenek łatwych. Rok później popadł w zapomnienie. Zniechęcony tym postanowił wyjechać do Londynu, gdzie spędził 7 lat. Tam w 1988 roku spotkał Zucchero, którego poznał wcześniej, już w roku swojego triumfu w San Remo. Po dekadzie imania się różnych zajęć na początku lat 90. powrócił, dzięki Zucchero, do muzyki. Napisał tekst do jego piosenki „Va' pensiero”. Związał się z nim na dłużej, śpiewając jako wokal wspierający w niektórych utworach na jego kolejnych albumach: Miserere (1992), Shake (2001), Fly (2006) i La sesion cubana (2012).